# Tiszafüred VSE
A Tiszafüred Városi Sportegyesületet 1913-ban, futballklubként alapították, színe sárga-kék.
A klub labdarúgócsapata általában a megyei bajnokságban szerepelt, de időnként megfordult az NB III-ban is. Legnagyobb sikerét az 1995-96-os szezonban érte el, mikor a Tiszaújváros előtt megnyerte a harmadosztály Alföld csoportjának pontvadászatot, s így a következő szezont a profiligában tölthette.
Az akkor Tiszafüred Ivecosped VSE néven szerepelt gárda meggyőző teljesítményt nyújtott Albert Csaba edző keze alatt: a 30 mérkőzésen mindössze ötször maradt pont nélkül, míg huszonkét találkozóján begyűjtötte a három pontot. Védelme kimagaslott a mezőnyből, mindössze 17(!) alkalommal sikerült bevenni kapuját az ellenfeleknek, azaz közel minden második találkozón érintetlen maradt a hálója. Mindennél többet mond az akkori füredi fociőrületre, hogy a mindent eldöntő Tiszaújváros elleni hazai meccset 2500(!) néző látta a Szőlősi úti pályán.
Az 1996-97-es idényben a két csoportos NB II-ben szerepelt a Tisza-tavi gárda, s a 16 csapatos Keleti csoportban a 14. helyen végzett. A kiesés ellenére sem okozott csalódást az akkor már Tiszafüred VSE-CityGáz néven „futó” együttes, legyőzte például a Kecskemét csapatát és végig partiban volt a feljutó Diósgyőrrel, illetve a Szolnokkal. Népszerűségét jól jelzi, hogy 1997. február 18-án a magyar labdarugó válogatott ellen is felkészülési meccset játszott a Tatai Edzőtáborban. Bernáth góljával még a TVSE vezetett, melyre Torma 2, Lipcsei, Mracskó válaszolt. Lugosi a szünet után még szépített, az 5-2-es végeredményt pedig Klausz László állította be.
Álljon itt az akkori sikerkovácsok névsora: Ferenczi Sándor (elnök), Ábrahám Tamás (szakosztály elnök), Albert Csaba (vezetőedző), Nagy Zoltán, Gál Zoltán (kapusok), Dorcsák Zoltán, Csillag László, Tóth Tibor, Földvári Csaba, Jeczó András, Bernáth Lajos, Lugosi Zsolt, Görbe Zoltán, Németh János, Kaszonyi György, Antal István, Dajka Mihály, Dajka Zsolt, Bese Rómeó, Kalló Róbert, Nagy Attila, Porkoláb Mihály, Gombos Nándor.
Csapatunk újkori történelme: a 2010-2021-es időszak azt bizonyítja, hogy klubunk kinőtte a megye határait. Zsinórban öt alkalommal nyert bajnoki címet együttesünk a megyei I. osztályban (2013, 2014, 2015, 2016, 2017), mire előre léphetett az NB III-ba. Volt, hogy nem vállaltuk a feljutást, volt, hogy az osztályozón – a Létavértes és a Gyirmót II ellen – buktunk el. A 2017-18-as idényt újoncként töltöttük a harmadosztályban, ám csak átszálló jegyet váltottunk a Nemzeti Bajnokságba, a 15. helyen végezve egy év után búcsúra kényszerültünk. A 2018-19-es szezont ismét megnyertük a megyében, ám a DVSC II ellen kettős vereséggel kikaptunk az osztályozón, így nem válthattunk osztályt. Egy évvel később ismét aranyérmet szerzett csapatunk a megye egyben, s ezúttal már fel is jutottunk az NB III-ba. A 2020-21-es idényben végre sikerült kiharcolni a bent maradást a harmadosztályban, mi több a 11. helyen végezve hosszabbítottuk meg tagságunkat a Keleti csoportban.

## Keret
2024-25 szezoni állapot szerint.
| # |     | Poszt | Név                 |
| - | --- | ----- | ------------------- |
|   | HUN | K     | Tajti Bence         |
|   | HUN | K     | Lisztes Bence       |
|   | HUN | K     | Kőrösi Norbert      |
|   | HUN | V     | Bényei Balázs       |
|   | HUN | V     | Szövetes Krisztián  |
|   | HUN | V     | Aranyos Mózes Bence |
|   | HUN | V     | Dibusz Krisztián    |
|   | HUN | V     | Varga Vencel        |
|   | HUN | V     | Kiss Hunor          |
|   | HUN | V     | Gellén Balázs       |

| # |     | Poszt | Név                |
| - | --- | ----- | ------------------ |
|   | HUN | V     | Ballók Bence       |
|   | HUN | KP    | Barzsó Attila      |
|   | HUN | KP    | Ballók Dávid       |
|   | HUN | KP    | Mácsai László (C)  |
|   | HUN | KP    | Almomani Nathaniel |
|   | HUN | KP    | [[Jáger Márk]      |
|   | HUN | CS    | Kalmár Ferenc      |
|   | HUN | CS    | [[Pataki Viktor]   |
|   | HUN | CS    | Trencsényi Bence   |

## Sikerek
NB II
- Résztvevő: 1996-97

NB III
- Bajnok: 1995-96

Jász-Nagykun-Szolnok megyei labdarúgó-bajnokság (első osztály)
- Bajnok: 1992-93, 2006-07, 2012-13, 2014-15, 2015-16, 2016-17